# Sangay
Sangay – czynny wulkan położony w Ekwadorze, ok. 160 km na południe od Quito, w paśmie Kordyliery Wschodniej, leżącej w wysokich Andach.
Na niewielkiej przestrzeni skupionych jest tutaj ponad 30 stożków – wzdłuż tzw. „Drogi wulkanów” (jak zaczęto ją nazywać od wyprawy Aleksandra von Humboldta w 1802 roku). Do najbardziej znanych należą wulkany: Cotopaxi, Antisana, Chimborazo, Cayambe i Pichincha. Mniej więcej pół tuzina z nich uważa się za czynne.
Stratowulkan Sangay, od którego swoją nazwę wziął Park Narodowy Sangay, przebudził się w 1728 r. Sangay podobnie jak legendarny Stromboli na Wyspach Liparyjskich był aktywny prawie bez przerwy. Przez dziesiątki lat wyrzucał w krótkich odstępach czasowych lawę oraz popioły. Zdarzało się to niekiedy co 10 minut, a chmury popiołów wznosiły się na wysokość 10 km.
Poniżej granicy śniegu, która wynosi 4800 m n.p.m. wyróżnić można 8 pięter roślinności, z których każde z nich cechuje się dużą różnorodnością. Ta właśnie różnorodność fauny i flory czyni z Parku Sangay jeden z najbogatszych gatunkowo wysokogórskich rezerwatów przyrody.
Pierwszego wejścia na szczyt dokonali Robert T. Moore, Terris Moore, Waddel Austin i Lewis Thorne 4 sierpnia 1929 r.

## Galeria

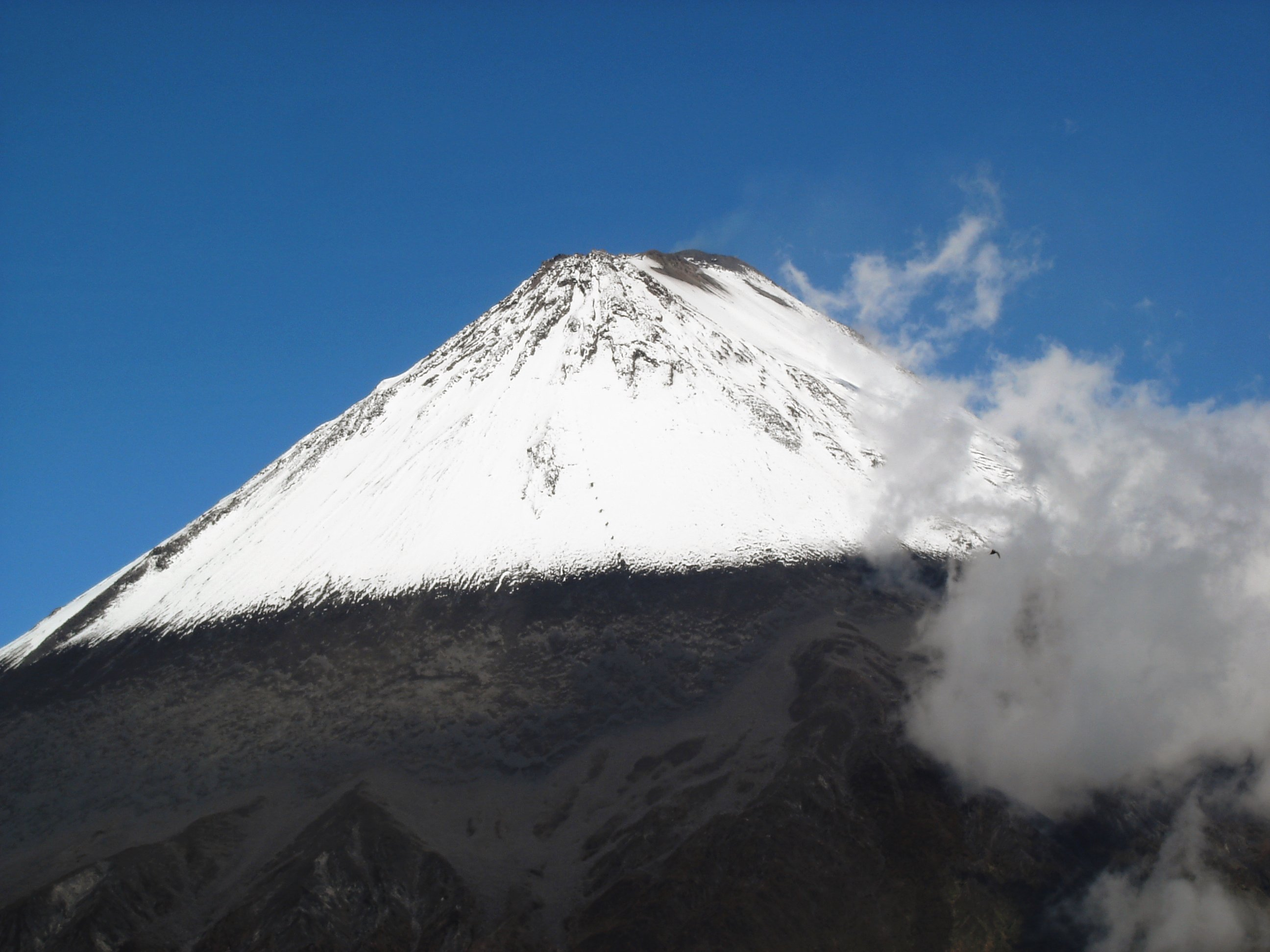
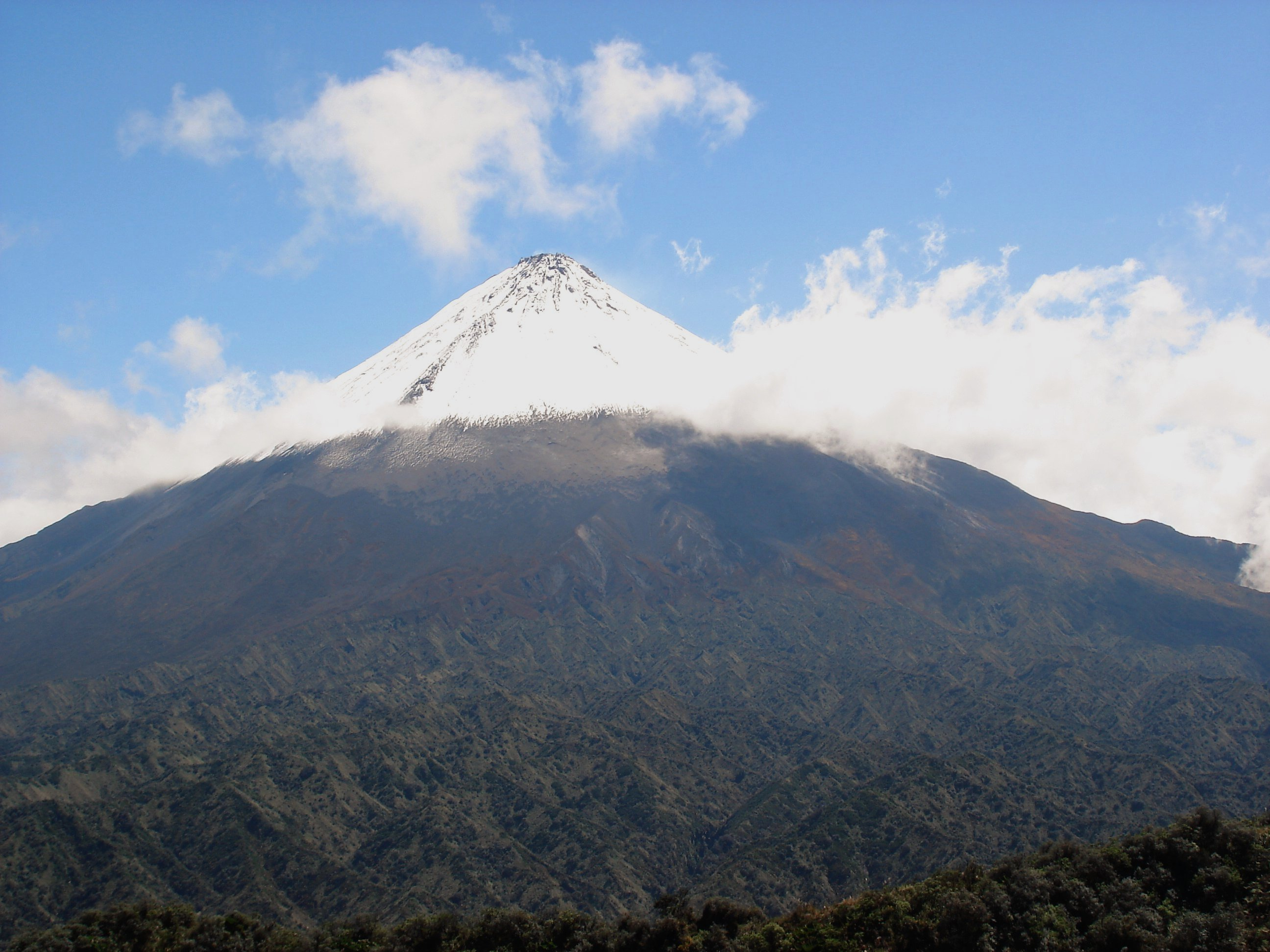